# 知覚量子化器
知覚量子化器（perceptual quantizer、PQ）は、SMPTE ST 2084としてSMPTEが公開した、SDRで使用されているガンマ曲線と置き換えることでHDR表示を可能とする伝達関数である。この伝達関数を使用すると、最大10,000 cd/m2、最小0.0001 cd/m2までの輝度レベルを表現することができる。ドルビーによって開発され、SMPTEによって2014年に標準化され、ITUによっても2016年にRec. 2100として標準化された。ITUはPQないしHLGをHDR-TVの伝達関数として指定している。PQはHDRビデオ形式（ドルビー・ビジョン、HDR10およびHDR10+など）の基礎であり、HDR静止画フォーマットでも使われている。
PQはカラーバンディングについてのヒトの視覚を基礎とした伝達関数であり、12ビットで目に見える擬似輪郭が発生しないようにできる。ガンマ曲線を10,000 cd/m2まで拡張するには15ビットが必要とされる。

## 技術的詳細
PQ EOTF（電気光伝達関数）を以下に示す：
{\displaystyle F_{D}=EOTF[E']=10000\left({\frac {max[(E'^{1/m_{2}}-c_{1}),0]}{c_{2}-c_{3}\cdot E'^{1/m_{2}}}}\right)^{1/m_{1}}}
PQの逆EOTFは次の通り：
{\displaystyle E'=EOTF^{-1}[F_{D}]=\left({\frac {c_{1}+c_{2}\cdot Y^{m_{1}}}{1+c_{3}\cdot Y^{m_{1}}}}\right)^{m_{2}}}
ここで
- {\displaystyle E'} は、{\displaystyle \left[0,1\right]}の範囲の非線形信号
- {\displaystyle F_{D}} は、cd/m2で表した表示輝度
- {\displaystyle Y=F_{D}/10000} は、範囲[0:1]に正規化された線形の表示値（{\displaystyle Y=1}は10,000 cd/m2のピーク輝度を表す）
- {\displaystyle m_{1}={\frac {2610}{16384}}={\frac {1305}{8192}}=0.1593017578125}
- {\displaystyle m_{2}={\frac {2523}{4096}}*128={\frac {2523}{32}}=78.84375}

- {\displaystyle c_{1}={\frac {3424}{4096}}={\frac {107}{128}}=0.8359375=c_{3}-c_{2}+1}
- {\displaystyle c_{2}={\frac {2413}{4096}}*32={\frac {2413}{128}}=18.8515625}
- {\displaystyle c_{3}={\frac {2392}{4096}}*32={\frac {2392}{128}}=18.6875}